# 哥連泰斯保利斯塔體育會
哥連泰斯（葡萄牙語：Sport Club Corinthians Paulista）是一家位於聖保羅的巴西著名足球球會，2012年他們擁有超過 3,000 萬球迷。
球會的暱稱，是「隊伍」的指大詞，也可解作「方向舵」，起因於方向舵的圖樣曾在球會早期的會徽中出現過。（參見Torneio Rio-São Paulo de 1966）

## 歷史

### 成立
哥連泰斯於1910年9月1日由一班來自崩黑奇羅區（Bom Retiro）的意大利和西班牙勞工成立，他們打算成立一支能讓任何人展示自己足球才能的足球隊。當時的足球只有英國人的後裔和英國公司的員工才會參與的運動。換句話說，哥連泰斯和同市球會弗拉门戈，成為了里約熱內盧最早成立的球會之一。

### 本名
球會成立之初是想以一些具巴西精神的名字，就像Carlos Gomes和Santos Dumont。但是，在一間也是叫哥連泰斯的英國業餘球會，在巴西之旅中贏得所有六場賽事後，會方決定把球會命名為哥連泰斯，這個名字有尊敬那間了不起的英國球會的意思。

### 堀起
在成立的頭幾年，哥連泰斯在當地比賽中排第一，而在1914年則奪得首個州聯賽冠軍。作為一間著名球會，擁有不少球迷是正常事。在巴西，哥連泰斯在全國擁有第二多球迷，緊隨在法林明高之後。單是在聖保羅州這個有4,000萬人口的州，哥連泰斯就有最少1,200萬球迷。

### 最大對手
在1914年，當Palestra Itália（帕尔梅拉斯的前身）成立後，唯一一位意大利球員Bianco轉投Palestra Itália，因為Palestra Itália當年只錄用意大利球員。他後來被標籤為叛徒，也令哥連泰斯和Palestra Itália成為宿敵。這兩隊的比賽到現在仍是聖保羅甚至全國最激烈的德比戰之一。

### 百年冠軍
哥連泰斯也被稱為「百年冠軍」（Centennial Champion），因為他們奪冠的時候，準時和一些重大事件百年紀念有關。
1922年－州聯賽冠軍；巴西脫離葡萄牙獨立百周年紀念
1954年－州聯賽冠軍；聖保羅市建城400周年紀念
1988年－州聯賽冠軍；廢除奴隸制度百周年紀念

### 冠軍中的冠軍
哥連泰斯同時也被稱為「冠軍中的冠軍」（Campeão dos Campeões）。這是因為1915年哥連泰斯和州聯賽賽會鬧翻，他們沒參與當年的賽事。到季尾，哥連泰斯和該年州聯賽冠軍Germania比賽，結果贏4-1。後來他們也和另一個聯賽冠軍彭美拉斯比賽，結果贏3-0。而在這些比賽勝出的隊伍（即哥連泰斯），也是1914年和1916年的州聯賽冠軍。
而這個故事也有另一個版本。在1930年，雖然還未有國家性的比賽，但聖保羅州和里約熱內盧州之間的州聯賽冠軍都有比賽。在2月16日，里約熱內盧的瓦斯科·达·伽马队和哥連泰斯比賽，結果哥連泰斯以4-2的比分取胜，為他們贏得這個稱呼。
到了今天，這個名稱在官方會歌中也有出現。

### 火槍手
哥連泰斯的官方吉祥物是火槍手，象徵勇敢、無畏和打不死精神。在1913年，不少聖保羅的球會領導人成立了聖保羅州體育運動員協會（Paulista Athletic Sports Association，簡稱APEA）。
直到今天，聖保羅州只餘下Americano、格雷米奥和国际队存在，稱為「三個火槍手」（three musketeers）。後來哥連泰斯也加入，成為第四名火槍手，也是最值得尊敬的一個。讓這三個火槍手接受第四個火槍手，哥連泰斯表現得十分勇敢。而又由於當時還有很多其他球會都想當火槍手，所以哥連泰斯參與了和米納斯吉拉斯和聖保羅两州的州聯賽冠軍的比賽。後來，哥連泰斯贏了米納斯吉拉斯冠軍1-0，和贏了聖保羅冠軍4-0，結果下一年獲准參與特別組的州聯賽。

### 球衣

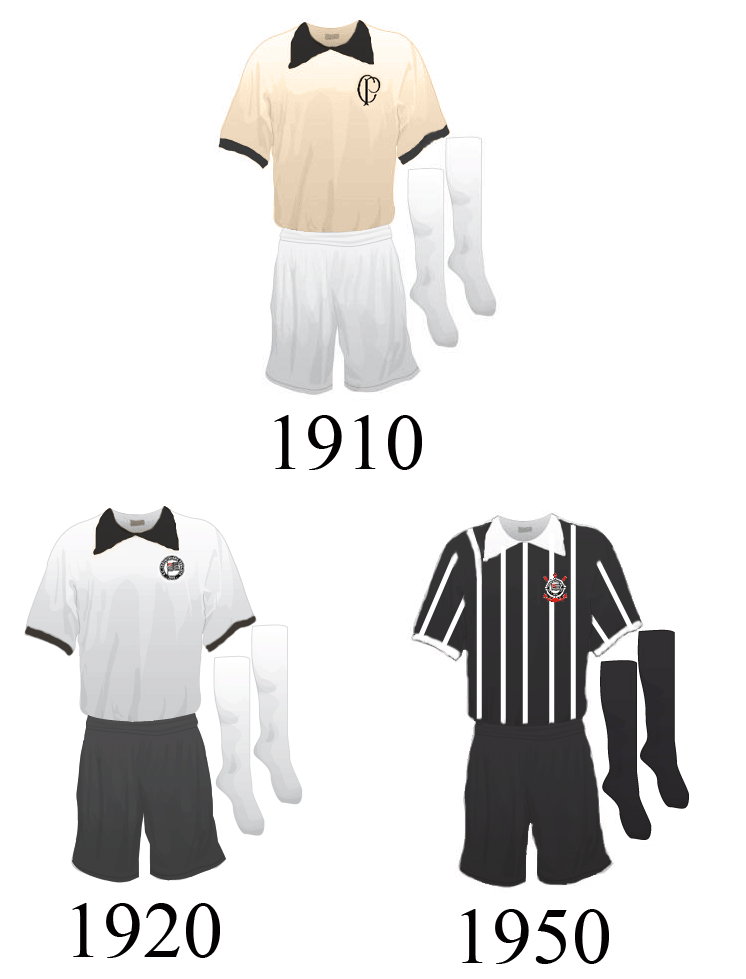
球衣的演變

球衣采用黑色和白色，与西甲豪门皇家马德里与意甲豪门祖云达斯的球衣大致相同，听说是一位西班牙人和英国人定制的，以英格兰退役球队科林蒂安足球俱乐部的白色与黑色。

### 會徽
| 哥連泰斯保利斯塔體育會的會徽演變 | 哥連泰斯保利斯塔體育會的會徽演變 | 哥連泰斯保利斯塔體育會的會徽演變 | 哥連泰斯保利斯塔體育會的會徽演變 | 哥連泰斯保利斯塔體育會的會徽演變 | 哥連泰斯保利斯塔體育會的會徽演變 | 哥連泰斯保利斯塔體育會的會徽演變 | 哥連泰斯保利斯塔體育會的會徽演變 |
| 1913年                           | 1914年                           | 1914－16年                       | 1916年                           | 1916－19年                       | 1919－39年                       | 1939－79年                       | 1980－迄今                       |
| -------------------------------- | -------------------------------- | -------------------------------- | -------------------------------- | -------------------------------- | -------------------------------- | -------------------------------- | -------------------------------- |

## 近況
在国家比赛，俱乐部并alvinegro最好的竞选在第一阶段的比赛，但由Ponte Preta土壤的淘汰赛的第一场比赛中被淘汰。在南美的竞争，这个故事是不同的alvinegro公园，圣乔治赢得了令人垂涎的第一场比赛，击败对手瓦斯科达伽马，蓝十字，桑托斯和，最终，博卡青年队，并sagrando冠军的风格，保持不败

## 球場
1910年，在聖保羅市的Bom Retiro，成為球會成立的地方，位置位於當時的移民老街，即現在的Rua José Paulino。球場實際上，是木柴商人所擁有的一塊空地，所以每次比賽或練習之前，球員們都必須進行一輪清潔工作。
1918年3月，哥連泰斯在大橋附近建立了球會史上第一個球會主場館，即現在的鐵特河附近。主要是由當地一位甚具影響力的人士阿爾坎塔拉馬查多，幫助籌備興建，同時他亦是第一位為球會服務的工作人員。
1926年，體育會購買位於聖保羅市的Tatuapé的「聖喬治公園體育場（Parque São Jorge）」作為球會比賽主場館，開始時球場並沒有泛光燈，最高為容納13,969人。
隨後發展成為體育會現在的會址及運動園區。1933年被當時的球會主席稱聖喬治公園體育場為「Fazendinha」，意味著小農場。
Pacaembu Stadium
隨著越來越多的球迷，對體育場館的經營需求漸大，1938年，體育會更換到屬於聖保羅市政府的「Estádio Municipal Paulo Machado de Carvalho」球場作為主場。
由於，市政府球場位於市內的Pacaembu區，故此亦稱為「Pacaembu Stadium」，全盛時期能夠容納70,000人以上。及後因應國際足協的球場安全規例，現已改裝為有40,199個固定座位的標準球場。
哥連泰斯競技場
2010年8月27日，體育會宣布聘用里切特建築公司，建立一個容量為48,000個座位的新足球場，估計需要3.5億美元建築費。此外，在2010年8月，巴西足球總會和聖保羅政府宣布，新足球場會作為2014年世界盃的比賽場地，並且為揭幕戰場地，球場容量應該擴大到68,000個座位，這是FIFA對主辦國的球場最低容量要求。 2011年5月30日，在聖保羅市的東部Itaquera開始動工，2014年4月15日完工，最後建築成本為9.65億美元。
哥連泰斯競技場位於聖保羅東部Itaquera，擁有49,205個座位。
2014年世界盃期間，舉辦了六場比賽，當中包括巴西對克羅地亞的揭幕戰。而世界杯期間，為能夠至少提供65,000個座位，所以臨時為球場加設19,522個額外座位，總容量達到68,727個座位。最後一場世界杯準決賽結束後，相關的19,522個臨時座位亦被移除。
2014年世界盃賽事結束後，哥連泰斯競技場給予巴西足球甲級聯賽球隊－哥連泰斯保利斯塔體育會，營運及使用。

## 榮譽
- 巴西足球甲級聯賽冠軍

 冠軍： (7) 1990, 1998, 1999, 2005, 2011, 2015, 2017
- 南美优胜者杯

 冠軍： (1) 2013
- 巴西盃冠軍

 冠軍： (3) 1995, 2002, 2009
- 里約-聖保羅錦標賽冠軍

 冠軍： (5) 1950, 1953, 1954, 1966, 2002
- 巴西聖保羅州聯賽冠軍

 冠軍： (30) 1914, 1916, 1922, 1923, 1924, 1928, 1929, 1930, 1937, 1938, 1939, 1941, 1951, 1952, 1954, 1977, 1979, 1982, 1983, 1988, 1995, 1997, 1999, 2001, 2003, 2009, 2013, 2017, 2018, 2019
- 南美自由盃冠軍

 冠軍： (1) 2012
- 世界冠軍球會盃冠軍

 冠軍： (2) 2000,2012

## 球員名單
- 1-Júlio César SOUZA (門將)
- 2-Fagner CONSERVA
- 3-Cleber REIS
- 4-Carlos "Gil" NASCIMENTO  (後衛)
- ?-Anderson MARTINS
- 5-Ralf TELES  (中場)
- 6-Fábio SANTOS  (後衛)
- 7-Elias TRINDADE
- 8-Jádson RODRIGUES
- 9-Paolo GUERRERO  (前鋒)
- 10-Luis RAMÌREZ
- 11-Nicolas LODEIRO
- 12-Cássio RAMOS  (門將)
- 13-Bruno Henrique RIBEIRO
- 15-Guilherme ANDRADE  (後衛)
- 17-Bruno Henrique CORSINI
- 18-Luciano NEVES
- 19-Guilherme TORRES  (中場)
- 20-Danilo ANDRADE  (中場)
- 21-Luis RAMIREZ
- 22-Danilo FERNANDES  (門將)
- 23-Petros ARAUJO
- 25-Renato AUGUSTO  (中場)
- 28-Felipe MONTEIRO (後衛)
- 31-Romarinho SILVA (前鋒)
- 32-Anderson MARTINS
- 39-Angel ROMERO VILLAMAYOR

## 著名球員
- 蘇古迪斯（Sócrates）
- 雲比達 (Vampeta)
- 里卡迪尼奥 (Ricardinho)
- 阿祖安奴 (Adriano Leite Ribeiro)
- 路易桑（Luizão）
- 克里斯蒂安妮 (Cristiane)
- 鄧加（Dunga）
- 卡洛斯·特维斯（Carlos Tévez）
- 迪達（Dida）
- 迪高（Deco）
- 卡洛斯·加馬拉（Carlos Gamarra）
- 埃德蒙多·艾維斯·迪·蘇沙 (Edmundo)
- 加林查 (Garrincha)
- 哈维尔·马斯切拉诺 (Javier Mascherano)
- 若 (Jô)
- 里瓦尔多（Rivaldo）
- 朗拿度（Ronaldo）
- 羅拔圖·卡路士 (Roberto Carlos)
- 何塞·保罗·格雷罗 (Paolo Guerrero)
- 卡斯奧·拉莫斯 (Cássio Ramos)
- 丹尼路·加比度·達·安達迪 (Danilo)
- 阿歷山大·柏圖 (Alexandre Pato)
- 何塞·保罗·贝塞拉·马希尔·儒尼奥尔 (Paulinho)
- 内图 (José Ferreira Neto)
- [永久]（Rivellino）
- （页面存档备份，存于） (Casagrande)
- （页面存档备份，存于） (Biro-Biro)
- （页面存档备份，存于） (Gilmar)
- （页面存档备份，存于） (Dino Sani)
- （页面存档备份，存于） (Marcelinho Carioca)
- [永久] (Wladimir)
- （页面存档备份，存于） (Zé Maria)
- （页面存档备份，存于） (Roberto Belangero)

## 著名教練
- 万德雷·卢森博格
- 达尼埃尔·帕萨雷拉
- 卡洛斯·阿尔贝托·佩雷拉

## 著名球賽
- 哥連泰斯 7 x 1 桑托斯－2005年巴西足球甲級聯賽賽事
- 哥連泰斯 5 x 0 聖保羅－2011年巴西足球甲級聯賽賽事
- 哥連泰斯 5 x 1 Cianorte－2005年巴西杯八強賽
- 哥連泰斯 0(4) x 0(3) 華斯高－2000年世界冠軍球會杯決賽
- 哥連泰斯 2 x 2 皇家馬德里－2000年世界冠軍球會杯分組賽
- 哥連泰斯 0 x 0 米内罗竞技－1999年巴西足球甲級聯賽決賽
- 哥連泰斯 3 x 2 聖保羅－1999年巴西足球甲級聯賽準決賽（哥連泰斯守門員Dida救出兩個十二碼）
- 哥連泰斯 8 x 2 Cerro Porteño－1999年南美自由杯資格賽
- 哥連泰斯 2 x 0 克鲁赛罗－1998年巴西足球甲級聯賽決賽
- 哥連泰斯 1 x 1 桑托斯－1998年巴西足球甲級聯賽準決賽第三場賽事
- 哥連泰斯 1 x 0 甘美奧－1995年巴西杯決賽
- 哥連泰斯 2 x 1 彭美拉斯－1995年州聯賽決賽
- 哥連泰斯 1 x 0 聖保羅－1990年巴西足球甲級聯賽決賽
- 哥連泰斯 10 x 1 Tiradentes-PI－1983年巴西足球甲級聯賽賽事
- 哥連泰斯 5 x 1 彭美拉斯－1982年州聯賽賽事
- 哥連泰斯 1 x 0 庞特普雷塔－1977年州聯賽決賽
- 哥連泰斯 1 x 1 彭美拉斯－1954年州聯賽決賽
- 哥連泰斯 6 x 1 博洛尼亞－1929年州聯賽冠軍和意甲冠軍的比賽
- 哥連泰斯 10 x 5 葡萄牙人－1927年 州聯賽賽事
- 哥連泰斯 11 x 0 桑托斯－1920年  州聯賽賽事

## 外部連結
- 官方網站（葡文）*（页面存档备份，存于）
- 球場相片[永久]
- 球星網站
- 哥連泰斯獨立博物館（页面存档备份，存于）